# Любомирский, Александр Михаил
Князь Александр Михаил Любомирский (1614—1677) — польский аристократ, подчаший королевы (1643), конюший великий коронный (1645—1668), воевода краковский (1668—1677), староста сандомирский и быдгощский. Родоначальник вишневецкой линии княжеского рода Любомирских.

## Биография
Представитель польского магнатского рода Любомирских герба «Шренява». Старший сын воеводы русского и краковского, князя Станислава Любомирского (1583—1649) от брака с Софьей Александровной Острожской (1595—1622). Младшие братья — гетман польный коронный Ежи Себастьян Любомирский (1616—1667) и подчаший великий коронный Константин Яцек Любомирский (1620—1663).
В 1643 году Любомирский носил звание подчашего при дворе польской королевы Цецилии Ренаты Австрийской, первой супруги Владислава IV Вазы. В 1645 году получил должность конюшего великого коронного. В 1668 году был назначен воеводой краковским.
В 1668 году, после отречения от престола Яна II Казимира Вазы, поддерживал кандидатуру пфальцского курфюрста Филиппа Вильгельма.
Ему принадлежали два замка (Вишниц и Ржемен), 3 города, 120 сёл, 57 фольварков и 7 староств.

## Семья
В 1637 году женился на Елене Текле Оссолинской (ум. 1687), дочери канцлера великого коронного Ежи Оссолинского (1595—1650) и Изабеллы Данилович. Дети:
- князь Юзеф Кароль Любомирский (1638—1702), конюший великий коронный (1683), маршалок надворный коронный (1692—1702), маршалок великий коронный (1702), староста сандомирский и заторский.